# Улица Веры Волошиной (Москва)
Улица Ве́ры Воло́шиной — улица на северо-западе Москвы в Хорошёвском районе Северного административного округа между улицами Зорге и Генерала Ивашутина.

## История
Проектируемый проезд № 6084 получил название улица Веры Волошиной в июне 2017 года. Проезд назван в честь партизанки Великой Отечественной войны, Героя Российской Федерации Веры Волошиной (1919—1941), участницы диверсионно-разведывательной группы штаба Западного фронта Красной Армии. Название дано по предложению Главного управления Генерального штаба Вооружённых Сил Российской Федерации.
В ноябре 2020 года улица была продлена за счёт Проектируемого проезда № 6098 до улицы Зорге.

## Описание
Улица начинается от улицы Зорге, проходит на восток, пересекает улицу Куусинена, оканчивается на улице Генерала Ивашутина.